# Sole alto
Sole alto (Zvizdan) è un film del 2015 diretto da Dalibor Matanić, con protagonisti Tihana Lazović e Goran Marković.

## Trama
Tre diverse storie d'amore ambientate in tre tempi diversi, 1991, 2001 e 2011, in due villaggi balcanici dove regna l'odio tra diverse etnie.

## Distribuzione
Il film è stato distribuito nelle sale cinematografiche italiane da Tucker Film a partire dal 28 aprile 2016.

## Riconoscimenti
- 2015 - Festival di Cannes
  - Premio della giuria sezione Un Certain Regard
- 2015 - Festival del cinema di Pola
  - Miglior film
- Premio LUX
  - Candidatura